# 毛里塔尼亚议会
毛里塔尼亚议会（法語：Parlement mauritanien）是毛里塔尼亚的国家立法机关。

## 历史
毛里塔尼亚议会曾经实行两院制，由毛里塔尼亚参议院和毛里塔尼亚国民议会组成。最后一届参议院有53名议员，国民议会现有157名议员。
在2017年8月5日举行的全民公投中，85.61%的投票者支持对毛里塔尼亚宪法进行修改。而根据宪法修正案，未来会裁撤参议院，毛里塔尼亞将成為一院制國家。